# Universidade Bond
A Universidade Bond (em inglês: Bond University) é uma universidade localizada em Queensland, Austrália. Foi fundada em 1987.